# Lew Alexandrowitsch Besymenski
Lew Alexandrowitsch Besymenski (russisch Лев Александрович Безыменский; * 30. Dezember 1920 in Kasan; † 26. Juni 2007 in Moskau) war ein russischer Autor, Historiker, Journalist sowie Professor für Militärgeschichte an der Moskauer Akademie für Militärwissenschaften.

## Leben
Lew Besymenski, Sohn des sowjetischen Dichters Alexander Besymenski, absolvierte die philosophische Fakultät der Moskauer Staatlichen Universität und war im Zweiten Weltkrieg (vgl. Großer Vaterländischer Krieg) als Dolmetscher und Aufklärungsoffizier für die Marschälle Schukow und Rokossowski tätig. Neben der Teilnahme an mehreren Schlachten dolmetschte er unter anderem 1943 bei der Vernehmung des deutschen Oberbefehlshabers Friedrich Paulus am Ende der Schlacht von Stalingrad.
Nach Ende des Krieges beschäftigte er sich im Rahmen einer Geheimaktion der sowjetischen Führung mit der Erforschung des Führerbunkers. Im Anschluss daran war er unter anderem als Journalist in Bonn sowie als Historiker tätig. Bekannt wurde er auch als Autor zahlreicher Bücher über den Zweiten Weltkrieg und das deutsch-sowjetische Verhältnis zu jener Zeit.
Am frühen Morgen des 1. Mai 1945 übersetzte er im Hauptquartier der Roten Armee in Berlin-Karlshorst die Nachricht Joseph Goebbels’, welche Hans Krebs an Marschall Wassili Tschuikow zur Weiterleitung an den Armeechef Georgi Schukow übergab, vom Deutschen ins Russische.
Seit 1985 gehörte er dem Beirat des Zentrums für Studien zur Deutschen Geschichte in Moskau an; seine Professur an der Moskauer Akademie für Militärwissenschaften trat er 1999 an. Zuletzt arbeitete er für die Moskauer Zeitschrift Nowoje Wremja.
Rolf-Dieter Müller nennt Besymenski, den „Doyen der russischen »Barbarossa«-Forscher, im Zweiten Weltkrieg in der Nähe der Mächtigen und mit Zugang zum Geheimarchiv Stalins“.
Für ihn war der russische Widerstandskampf im Zweiten Weltkrieg nicht umsonst: „Wäre das Unternehmen Barbarossa erfolgreich gewesen, existierte mein Land nicht mehr. Ich selbst wäre zumindest dreimal getötet: Als Komsomolze, als Sohn von Altbolschewiken, schließlich als Jude. Die Wege der deutsch-sowjetischen Beziehungen sind steinig, verworren, tückisch. Sogar mit Sackgassen.“

## Veröffentlichungen
- Die letzten Notizen von Martin Bormann. Ein Dokument und sein Verfasser. Deutsche Verlags-Anstalt, Stuttgart 1974, ISBN 3-421-01660-7.
- Sonderakte Barbarossa. Dokumente, Darstellung, Deutung. Deutsche Verlags-Anstalt, Stuttgart 1968. Taschenbuchausgabe: Rowohlt, Reinbek 1973, ISBN 3-499-16838-3.
- Die Schlacht um Moskau 1941. Pahl-Rugenstein, Köln 1981, ISBN 3-7609-0570-6.
- Der Tod des Adolf Hitler. 2. Auflage. Herbig, München/Berlin 1982, ISBN 3-7766-1018-2.
- Hrsg. mit Gerd R. Ueberschär: Der deutsche Angriff auf die Sowjetunion 1941. Die Kontroverse um die Präventivkriegsthese. Primus, Darmstadt 1998. Neuausgabe 2011, ISBN 978-3-89678-776-7.
- Stalin und Hitler – Das Pokerspiel der Diktatoren. Aufbau Verlag, Berlin 2002, ISBN 3-351-02539-4.
- Mit Ulrich Völklein: Die Wahrheit über Raoul Wallenberg. Steidl, Göttingen 2000, ISBN 3-88243-712-X.